# Johann Philipp Beck
Johann Philipp Beck (* 31. Mai 1766 in Möhringen; † 30. März 1840 in Nördlingen) war ein deutscher evangelisch-lutherischer Geistlicher und Pädagoge.

## Leben
Johann Philipp Beck wurde als Sohn des Johann Leonhard Beck (1727–1774), der als Pfarrer in Möhringen tätig war, und dessen Ehefrau Christiana Charlotte (1731–1784), geb. Märklin geboren. Sein Vater verstarb bereits in seiner Kindheit, so dass Beck bei seinem Onkel, dem Kaufmann Johann Philipp Salzmann, der mit einer Schwester seiner Mutter verheiratet war, in Esslingen gemeinsam mit einer Schwester aufwuchs.
1774 begann er mit dem Besuch des Lyceums in Esslingen, dem heutigen Georgii-Gymnasium. 1781 übernahm sein Bruder, der als Pfarrer in Vaihingen und später in Möhringen tätig war, die weitere Vorbereitung in klassischer, griechischer und römischer Literatur sowie die Philosophie zur Vorbereitung auf das Theologiestudium.
Am 2. Mai 1783 begann er das Theologiestudium an der Universität Tübingen und besuchte die Vorlesungen von August Friedrich Bök in Philosophie, Christoph Friedrich von Pfleiderer in Mathematik, Christian Friedrich von Schnurrer in biblischer Exegese (dieser gab auch Privatunterricht über das Arabische), Gottlieb Conrad Christian Storr in Exegese und theologischer Moral, Christoph Friedrich Sartorius und Tobias Gottfried Hegelmaier in Dogmatik und Dogmengeschichte. Am 3. März 1786 wurde er durch das herzoglich württembergische Konsistorium in Stuttgart examiniert, die Ordination erfolgte am 3. März 1786.
In seiner Kandidatenzeit gab er Privatunterricht als Hofmeister von 1786 bis 1792 beim Baron Philipp Adolf von Herrmann in Memmingen, anschließend wurde er Erzieher im Haus des Baron von Uchtritz, Hauptmann im Schwäbischen Kontingent in Memmingen.
1793 ging Johann Philipp Beck zurück nach Esslingen, widmete sich dem Studium der Theologie und unterstützte die Geistlichen beim Predigen. Nach sechs Monaten wurde er Privatlehrer im Haus Schäfer in Kaufbeuren, dem Unterricht schlossen sich kurz darauf noch zwei weitere Häuser zum gemeinschaftlichen Unterricht an.
Am 18. Juli 1793 wurde er zur offenen Adjunktur des Predigeramtes des Magistrats in Kaufbeuren befördert und im November 1793 wurde ihm das Diakonat übertragen.
Am 16. Dezember 1799 wurde er nach dem Tod von Stadtpfarrer Christian Karl am Ende (1730–1799) dessen Nachfolger in Kaufbeuren. Er übernahm die Stadtpfarrei und das Seniorat.
Am 18. Februar 1813 wurde er zum Dekan, Distriktschulinspektor und Hauptprediger in Nördlingen ernannt. Er organisierte das Kirchenwesen in Nördlingen neu und gestaltete das Schulwesen in der Stadt um, so dass die Schulstellen verdoppelt wurden; eine Elementarschule wurde 1815 neu errichtet und besonders gute Schüler erhielten Prämien. Er erhielt das Subrektorat der lateinischen Schule in Nördlingen anvertraut.
Am 5. Mai 1793 heiratete er in Erkheim Katharina Johanna (23. August 1771 in Venedig; † 20. Oktober 1851 in Nördlingen) geb. Kleiber, Tochter des Johannes Kleiner, Kaufmann im italienischen Livorno. Gemeinsam hatten sie einen Sohn Ernst Beck (* 1794; † unbekannt), der 1836 Bankier in Paris und später Gutsbesitzer in Göggingen bei Stuttgart wurde, sowie zwei Töchter Elisabeth Beck (* 11. Juni 1796, † 3. November 1854), die später den Rentamtmann Jonathan Ernst Wiedemann heiratete und Wilhelmine Christiane Beck (* 1798; † unbekannt), die später den Zollverwalter Immanuel Osiander heiratete.

## Schriften (Auswahl)
- Predigt am dritten Jubelfeste der Reformation, den 31. Oktober 1817 in der Hauptkirche in Nördlingen. Becksche Buchhandlung, Nördlingen 1817 (online).